# Красильщиков, Яков Соломонович
Яков Соломонович Красильщиков (Голодец) (при рождении Красильщик; 1922—2017) — поэт-бард, педагог, геолог, кандидат геолого-минералогических наук (1966). 
Автор более 80 публикаций, двух учебников,  учебных фильмов. Действительный член Израильской Независимой Академии Развития Наук(2010). Награждён бронзовой медалью ВДНХ, заслуженный работник науки и образования.

## Биография
Родился в Москве в 1922 году, в семье большевиков Соломона Красильщика, уроженца Екатеринослава, и Симы Гильярдовны Голодец (1900—1980), которая работала журналисткой в газете «Гудок», впоследствии инженером. Рано остался без отца, который умер от чахотки. Его отчимом стал сотрудник газеты «Экономическая жизнь» Моисей Несвижский (погиб на фронте в 1943 году). Его полукровная сестра, Алла (Александра) Моисеевна Невижская (1933—1941), была расстреляна немцами в 12 лет, как участница партизанского движения, в Белоруссии. С детства писал стихи. 24 ноября 1937 года была арестована мать, в 1938 году осуждена на 10 лет ИТЛ. 
Я. С. Красильщиков находился в лагере с 1940 по 1943 год, 15 февраля 1943 года был освобождён досрочно для отправки на фронт. С 1943 года — участник Великой Отечественной войны. Участвовал в Курской битве, в боях по освобождению Киева. Был трижды ранен и контужен. В 1947-49 годах учился в Военно-Морском авиационном училище связи. В 1955 году с отличием закончил Нижнетагильский горно-металлургический техникум. В 1962 году закончил Московский геологоразведочный институт им. С.Орджоникидзе.
Далее работал работал в МГРИ и МГИ,  в Московском областном геологоразведочном техникуме.
В 1997 году эмигрировал в Израиль.